# Zgornji Otok
Zgornji Otok este o localitate din comuna Radovljica, Slovenia, cu o populație de 55 de locuitori.